# Ultramontanismo
L'Ultramontanismo letteralmente si riferisce a una politica in supporto a coloro che sono "al di là dei monti" (dal latino ultra montes); espressione molto usata dopo la riforma protestante, che generalmente allude al papa che risiede oltre le Alpi rispetto a Francia e Germania.
In teologia l'ultramontanismo fu il nome dato a una dottrina che proclamava il primato del papa sulle Chiese nazionali.

## Storia
La vera origine del termine risale al linguaggio ecclesiastico medioevale; quando veniva eletto un papa non italiano, questi veniva detto papa ultramontano. La parola venne riesumata dopo la riforma protestante. Tra i governi e i popoli nord-europei, si sviluppò gradualmente una tendenza a considerare il papato come una potenza straniera, in particolare quando il papa interferiva nelle questioni temporali, favorendo qualche regnante o qualche nazione rispetto ad altri. Il nome ultramontain venne applicato in Francia ai sostenitori delle dottrine romane e della superiorità papale, in contrapposizione alle "libertà gallicane". Il termine era inteso come insultante, o quanto meno implicava la mancanza di attaccamento per la propria nazione.
A partire dal XVII secolo, l'ultramontanismo divenne strettamente associato alla Compagnia di Gesù, dichiarando la superiorità dei papi sui re e sui Concili, anche in questioni temporali. Nel XVIII secolo la parola passò in Germania (febronianesimo e giuseppinismo), dove acquisì un significato più ampio, essendo applicabile a tutti i conflitti tra Chiesa e Stato, i sostenitori della Chiesa venivano chiamati ultramontani.
La parola ultramontanismo venne rivitalizzata nel contesto della Terza Repubblica francese, come termine offensivo generico per le politiche che sostenevano il coinvolgimento della Chiesa cattolica nelle politiche del governo francese, in opposizione alla cosiddetta laïcité. In questi casi, l'ultramontanismo si mosse come controbilanciamento al crescente potere degli stati in Europa. I cattolici sostenevano che il papa dovesse avere potere sulle chiese nazionali, in modo da proteggerle dall'influenza dei governi. Di fatto, gli stati che avevano chiese nazionali divennero sempre più secolari ed ebbero o statuti garantiti di libertà religiosa o avevano privato la Chiesa del suo status.
Nella Chiesa cattolica, gli ultramontani ottennero una vittoria nel Concilio Vaticano I con la dichiarazione dell'infallibilità papale e la suprema e universale giurisdizione del Papa. Altri cattolici, non completamente in accordo con Roma, definirono questa dichiarazione come l'"eresia dell'ultramontanesimo". Venne specificatamente rigettata nella Dichiarazione del Congresso Cattolico di Monaco, nelle Tesi di Bonn e nella Dichiarazione di Utrecht, che divennero i documenti fondanti dei cosiddetti vetero-cattolici (Altkatholische) che, con atto scismatico, si separarono da Roma respingendo la dichiarazione di infallibilità e supremazia. Con la risoluzione della questione dell'autorità papale nella Chiesa cattolica, il movimento ultramontano, e quello avverso, conciliarista, divennero in gran parte obsoleti. Comunque, alcune tendenze estreme di una piccola parte di aderenti all'ultramontanismo, in particolare quelle che attribuivano al Pontefice romano, anche nelle sue opinioni private, autorità assoluta e la virtuale impeccabilità, sopravvissero e vennero usate strumentalmente dagli oppositori della Chiesa, prima del Concilio Vaticano II, nella loro propaganda.
Il dibattito riemerse durante il Concilio Vaticano II, e, nella Costituzione dogmatica Lumen Gentium sulla Chiesa, l'insegnamento cattolico sull'autorità del Papa, dei vescovi e dei concili venne ulteriormente elaborato. Le sfide all'ultramontanismo sono rimaste forti da allora, dentro e fuori la giurisdizione romana. Ciò ha adombrato in particolare il lavoro ecumenico tra la Chiesa cattolica, i luterani e gli anglicani. La Consulta Internazionale Anglicana-Cattolica Romana sul dono dell'autorità, evidenzia punti di accordo e differenze su tale questione.
Tra i più noti rappresentanti dell'ultramontanismo si annoverano:
- in Italia Joseph de Maistre, Monaldo Leopardi, Clemente Solaro della Margherita.
- in Francia Louis de Bonald, il primo Félicité de Lamennais, Jean-Baptiste Henri Lacordaire, Frédéric Ozanam.